# Земка Тарасій Левкович
Земка Тарасій Левкович (? — 23 вересня 1632, Київ) — український церковний діяч, поет, друкар, музикознавець.
Керівник Друкарні Києво-Печерської лаври.

## Біографія
Рік народження невідомий. Працював у друкарні Києво-Печерської лаври коректором і «виправлячем книг», а з 1624 року керував нею. Його зусиллями лаврська бібліотека поповнилась різноманітною, в тому числі нотною, літературою. З 1631 року був ігуменом Києво-Братського монастиря і ректором Києво-Могилянської колегії. Писав вірші, перекладав церковні книги з грецької і латинської мов, укладав до них передмови.
Земка був одним із найпомітніших тогочасних фахівців церковного співу, заклавши своїми історико-теоретичними розвідками міцне підґрунтя співацької освіти Києва. Дві праці про церковний спів уміщено у передмовах до його книг «Служебник» (1629) і «Тріодь Цвітна» (1631). У першій з них він виступає як знавець обрядів і самої літургійної служби, пояснює її назву й визначає порядок проведення. У другій наводить цінні відомості про минуле співацького мистецтва. Спираючись на історичні факти і документи, він зазначає, що сюжетами піснеспівів були біблійні тексти, і характеризує спів як найвище мистецтво розуму людини. Він наголошує також на естетичній цінності мелодій, їх «благочесті», «громадянськості», силі динамічного звучання, емоційній передачі тексту. Відомо, що Тарас Земка переклав староукраїнською (руською) мовою синаксарні читання, що їх уміщено в київській Посній Тріоді 1627 р.; «Послѣсловіе» до Тріоді пояснює, що ці читання взято з грецької.
Неабияке значення для розвитку вітчизняної музично-теоретичної та педагогічної думки мали висновки Земки про жанрові відмінності псалмів, гімнів і пісень. На його думку, піснеспіви мають створюватись мовою, зрозумілою простим людям, що, очевидно, пояснює його потяг до виправлення книг. Свої принципи у професійній музиці та її належність до духовного життя людей він стверджував словами: «Ми Русі співаємо».
Помер 23 вересня 1632 року у Києві.

## Праці
- На старожитный клейнот их милостей панов Балабанов
- На пресвѣтлый герб велможных панов Могилов